# بات هوكينز
بات هوكينز (بالإنجليزية: Pat Hawkins)‏ هي دراجة أسترالية، ولدت في 1922.